# 璜尖乡
璜尖乡，是中华人民共和国安徽省黄山市休宁县下辖的一个乡镇级行政单位。

## 行政区划
璜尖乡下辖以下地区：
璜尖村、徐家村和清溪村。